# Thomas Steger (Wirtschaftswissenschaftler)
Thomas Steger (* 4. November 1966 in Winterthur) ist ein Schweizer Organisationswissenschaftler und Hochschullehrer.

## Leben
Steger wuchs in Luzern auf und studierte von 1986 bis 1991 Wirtschaftswissenschaften mit Schwerpunkt Betriebswirtschaftslehre an der Universität Fribourg. Nach der Sammlung von Praxiserfahrung trat er 1993 eine Stelle als Wissenschaftlicher Mitarbeiter an der Technischen Universität Chemnitz an. Dort erfolgte 2000 die Promotion zum Dr. rer. pol. mit der Dissertation Individuelle Legitimität und Legitimation im Transformationsprozeß: eine empirische Analyse in ostdeutschen Industriebetrieben. Ebenfalls in Chemnitz habilitierte er sich 2006. Zwischen 2002 und 2008 hatte er zudem eine Juniorprofessur für Europäisches Management inne.
2006/07 vertrat Steger den Lehrstuhl für Unternehmensführung, Organisation und Personal an der Universität Hohenheim, von 2008 bis 2011 den Lehrstuhl für Organisationstheorie und Management an der Staatswissenschaftlichen Fakultät der Universität Erfurt.
2011 folgte Steger einem Ruf an die Universität Regensburg. Er hat dort den Lehrstuhl für Betriebswirtschaftslehre insbesondere Führung und Organisation inne.

## Forschungsschwerpunkte
Steger beschäftigt sich mit den Themenfeldern Corporate Governance und dabei insbesondere mit Aufsichtsräten sowie Mitarbeiterkapitalbeteiligung. Ein besonderes Augenmerk liegt bei seinen Forschungen auf Transformationsländer Ost- und Mitteleuropas.

## Schriften (Auswahl)
- Individuelle Legitimität und Legitimation im Transformationsprozeß: eine empirische Analyse in ostdeutschen Industriebetrieben. München 2000: Hampp. ISBN 3-87988-519-2.
- mit Erhard Schreiber, Matthias Meyer und Rainhart Lang: Eliten in "Wechseljahren" – Verbands- und Kombinatseliten im ostdeutschen Transformationsprozess, München/Mering 2002: Hampp. ISBN 3-87988-689-X.
- mit Ronald Hartz und Olaf Kranz: Der Mitarbeiter als Kapitaleigner: Erzählungen und Projektionen eines gesellschaftlichen Diskurses. Berlin 2009: Edition Sigma. ISBN 978-3-8360-8706-3.